# ورگرتو
ورگرتو (به ایتالیایی: Verghereto) یک کومونه در ایتالیا است که در استان فورلی-چزنا واقع شده‌است.

## خصوصیات
ورگرتو ۱۱۷ کیلومترمربع مساحت و ۱٬۹۶۰ نفر جمعیت دارد و ۸۱۲ متر بالاتر از سطح دریا واقع شده‌است.

## خواهرخوانده
شهرهای Source-Seine و Melissano خواهرخوانده‌های ورگرتو هستند.